# Base de connaissance
Pour les articles homonymes, voir Base.
 (mars 2023).

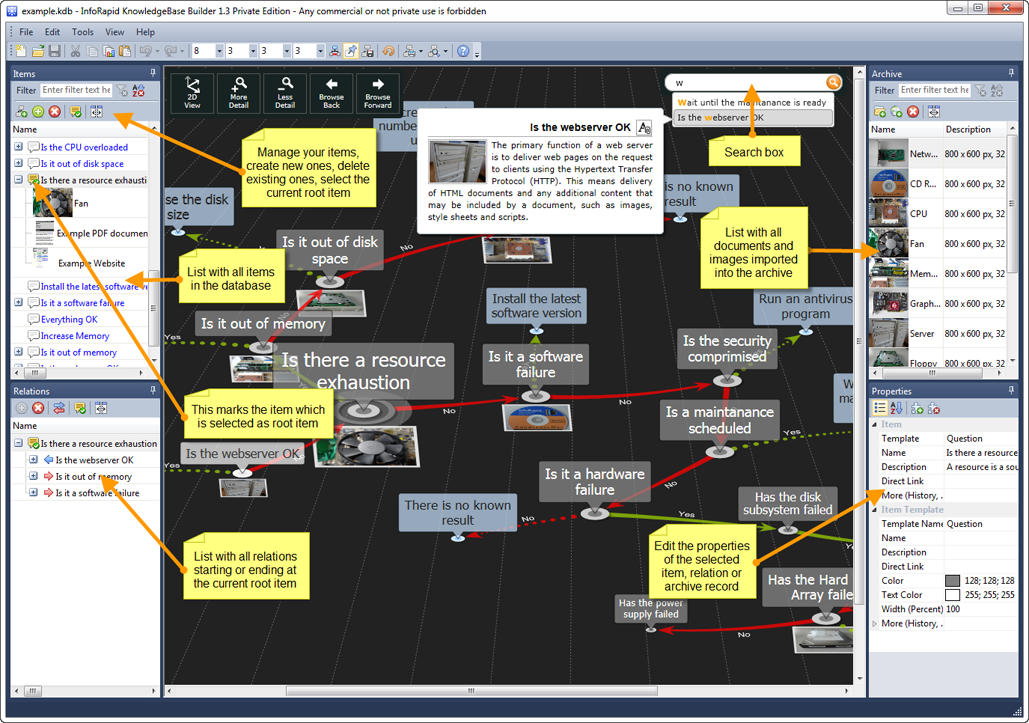
Exemple de base de connaissance.

Une base de connaissance ou base de connaissances regroupe des connaissances spécifiques à un domaine spécialisé donné, sous une forme exploitable par un ordinateur. Elle peut contenir des règles (dans ce cas, on parle de base de règles), des faits ou d'autres représentations. Si elle contient des règles, un moteur d'inférence — simulant les raisonnements déductifs logiques — peut être utilisé pour déduire de nouveaux faits.
Une autre manière de définir une base de connaissance est de dire qu'il s'agit d'une ontologie peuplée par des individus.
Une base de connaissance, parfois dénommée système expert, sert à rassembler — de manière centralisée — l'expertise d'un domaine généralement formalisée de manière déclarative.
À ne pas confondre avec une base de données (comme Oracle, Access, MySQL).

## Exemples
- Base de connaissance du système français de conception des liaisons à brides FLANGE du moteur Vulcain d'Ariane 5
- Base de connaissance du système français de conduite de hauts-fourneaux SACHEM
- Base de connaissance du système américain de diagnostic médical MYCIN
- Base de connaissance généraliste JeuxDeMots (français)

## Outils spécifiques (logiciels)
- GLPI (GNU/GPL v2) est un outil de gestion d'incident et de gestion de parc intégrant un outil de base de connaissances vierge.
- Zendesk
- XWiki
- Atlassian

## Formalismes
- Taxonomie
- MASK 1
- Web sémantique
- Carte conceptuelle

### Autres outils
- Forum
- Wiki
- CMS